# Tragia descampsii
Tragia descampsii är en törelväxtart som beskrevs av De Wild.. Tragia descampsii ingår i släktet Tragia och familjen törelväxter. Inga underarter finns listade i Catalogue of Life.